# Koeleria
Genre
Synonymes
- Aegialina Schult.
- Aegialitis Trin.
- Airochloa Link
- Brachystylus Dulac
- Ktenosachne Steud.
- Leptophyllochloa Calderon
- Lophochloa Reichenb.
- Poarion Reichenb.
- Rostraria Trin.
- Wilhelmsia Koch[1]

Le genre Koeleria regroupe environ 25 espèces d'herbes de la famille des Poaceae (graminées) réparties dans les régions tempérées des deux hémisphères.

## Description
Koeleria comprend des herbes vivaces, avec des feuilles étroites et des épillets disposés en panicules contractées spiciformes.
Les épillets sont pauciflores, comprimés latéralement, avec une rachille articulée au-dessus des glumes et entre les anthécies, prolongée au-delà de la dernière anthécie fertile en forme de poils fins, ou portant à son sommet une anthécie atrophiée. Les glumes ont à peu près la même longueur. Les lemmes sont quelque peu effrayantes, obtuses, aiguës ou bidentées au sommet. Les paléas sont hyalines, bilatérales, bidentées ou bimucronées au sommet. Le caryopse est oblong ou linéaire.

## Étymologie
Le genre tient son nom du botaniste allemand Georg Ludwig Koeler (1765–1807).

## Principales espèces
- Koeleria asiatica
- Koeleria caudata
- Koeleria glauca
- Koeleria gracilis
- Koeleria grandis
- Koeleria macrantha
- Koeleria nitida
- Koeleria phleboides
- Koeleria pseudocristata
- Koeleria pyramidata
- Koeleria splendens
- Koeleria truncata
- Koeleria vallesiana